# Perthomyces
Perthomyces is een monotypisch geslacht van schimmels uit de orde Pleosporales. Het bevat alleen Perthomyces podocarpi. De familie is nog niet eenduidig bepaald (Incertae sedis).